# Thomas Johann von Thun und Hohenstein

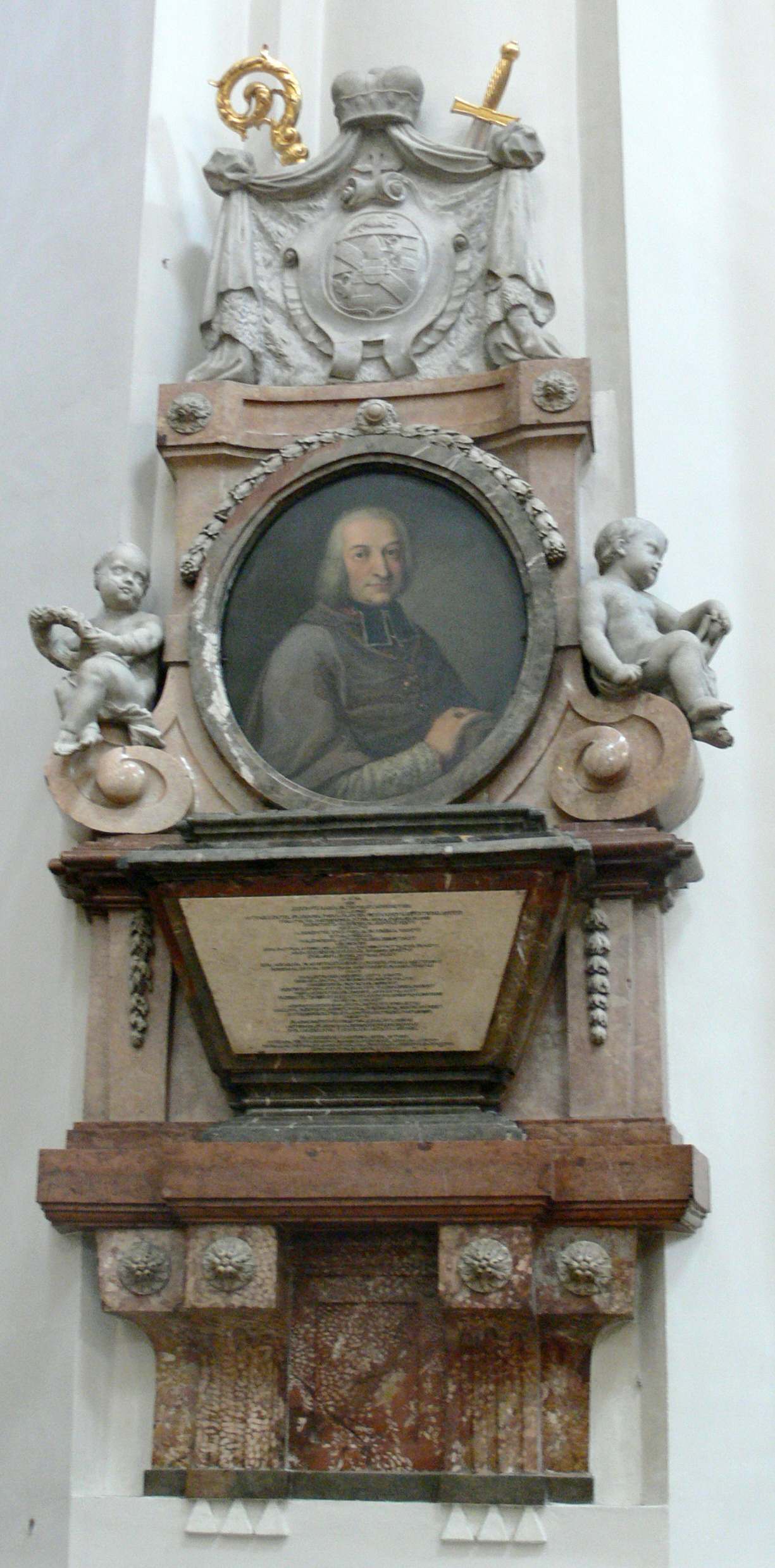
Grabdenkmal für Bischof Thomas Johann von Thun und Hohenstein im Passauer Dom

Thomas Johann Nepomuk Kaspar Graf von Thun und Hohenstein (* 16. Mai 1737 in Trient; † 7. Oktober 1796 in Passau) war der 72. Bischof im Bistum Passau.

## Biografie
Der Sohn eines fürstbischöflichen Hofmarschalls und Kaiserlich Geheimen Rats und Kämmerers aus dem Adelsgeschlecht Thun und Hohenstein wurde nach Beendigung seines Studiums 1756 Domherr in Passau. 1766 folgte seine Ernennung zum Hofratspräsidenten und 1771 zum Domdekan. Erst in diesem Jahr empfing er die Priesterweihe.
1776 wurde er zum Titularbischof von Thyatira ernannt, womit er in Passau als Weihbischof unter Fürstbischof Leopold Ernst von Firmian fungierte. Firmian spendete ihm auch am 19. Januar 1777 die Bischofsweihe. Er war der wichtigste Mitarbeiter des Fürstbischofs in der Verwaltung der ausgedehnten Diözese und führte zuletzt auch die politischen Geschäfte.
Nach Firmians Tod unterlag er bei der Bischofswahl 1783 Joseph Franz Anton von Auersperg und war seither Führer des konservativen Lagers im Domkapitel. Nach Auerspergs Tod wurde er am 4. November 1795 vom Domkapitel zum neuen Bischof von Passau gewählt. In seiner kurzen Regierungszeit förderte er den Ausbau der Brauerei Hacklberg und die Holztrift auf der Ilz sowie die Passauer Porzellanmanufaktur. Nach nur 11 Monaten und 4 Tagen Regierungszeit starb er an den Folgen eines Sturzes vom Pferd, den er bei einem Ausritt nach Hacklberg erlitten hatte.